# Prueba bioquímica
Las pruebas bioquímicas son una serie de análisis clínicos que sirven a la medicina como apoyo a la hora de diagnosticar infecciones por bacterias.

## IMVIC
El IMVIC se compone de cuatro pruebas: Indol, rojo de metilo, Voges-Proskauer y citrato. Su finalidad es identificar un organismo del grupo de los coliformes. La presencia de estos indica contaminación fecal.

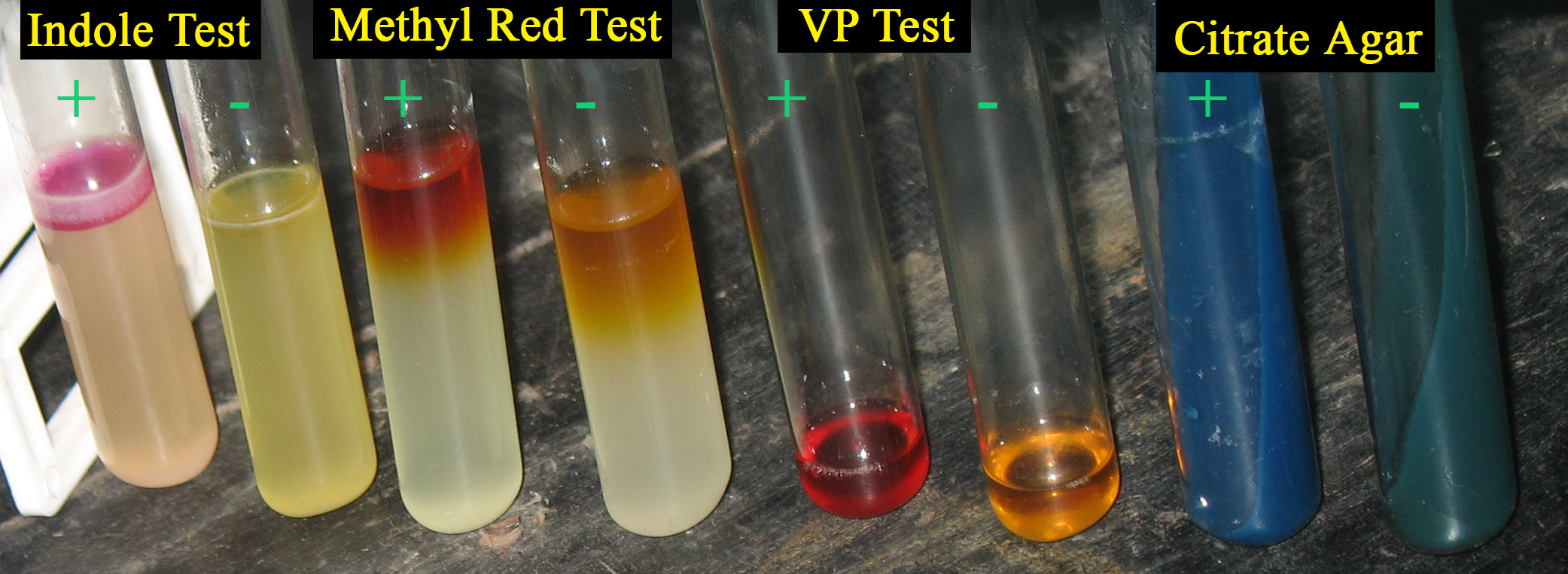
Resultados de una prueba IMViC

### Indol
La prueba del indol estudia la capacidad de degradar el triptófano con producción de Indol y metabolitos indólicos.

### Rojo de metilo
Estudia la fermentación ácido mixta con producción de ácidos estables en el tiempo.

### Voges Proskauer
Estudia la fermentación butanodiólica con formación de un metabolito intermediario neutro.
Técnica: Sembrar la muestra en el medio e incubar de 24 a 48h a 37 °C. Según el volumen del medio añadir a partes iguales el volumen de los reactivos, agitar para exponer el medio al O2. VP POSITIVO: Color rojo-rojizo en menos de 1h. VP NEGATIVO: Amarillo en superficie.

### Citrato
Estudia la capacidad de utilizar el citrato como única fuente de carbono.

## Enzimáticas

### Oxidasa

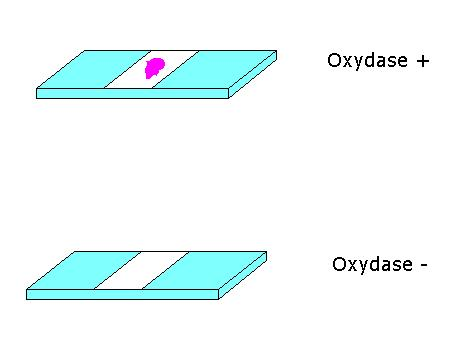
prueba de Oxidasa

La oxidasa estudia la presencia del enzima citocromo c oxidasa que actúa en la cadena respiratoria del organismo.

### Catalasa
Estudia si el microorganismo posee el enzima catalasa que actúa descomponiendo el peróxido de hidrógeno.

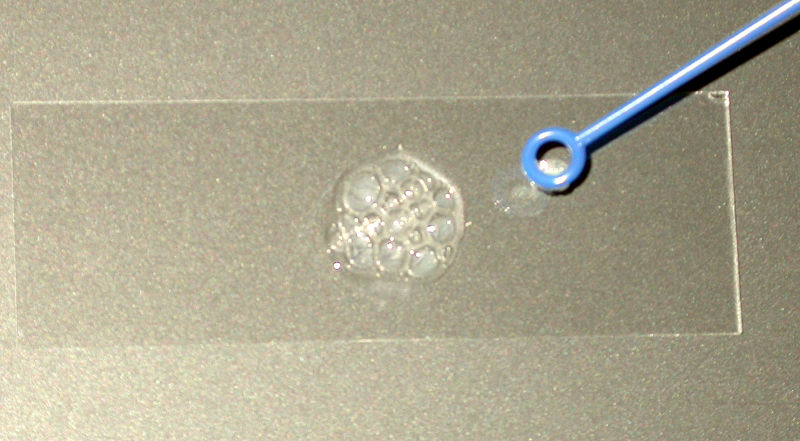
Reacción de la catalasa

### Coagulasa

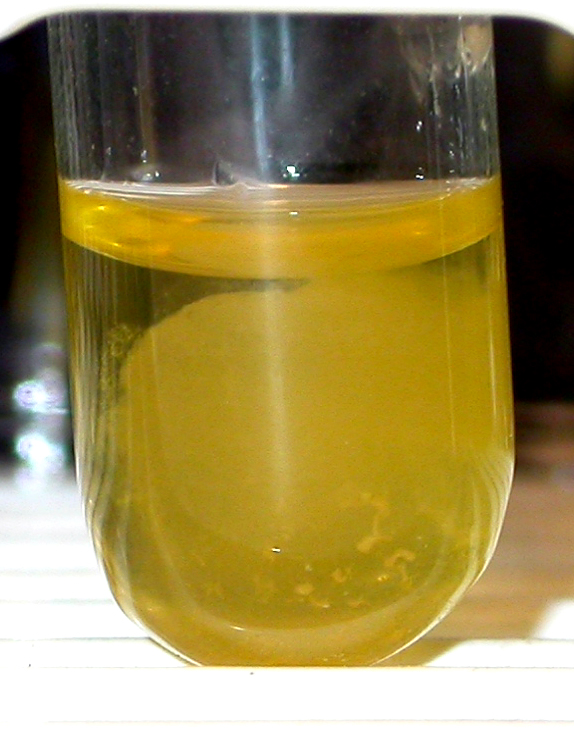
Coágulos formados por la reacción de la coagulasa en un tubo de ensayo.

Estudia la producción del enzima coagulasa, capaz de coagular el plasma. Diferencia Staphylococcus aureus de otras especies.

### Ureasa

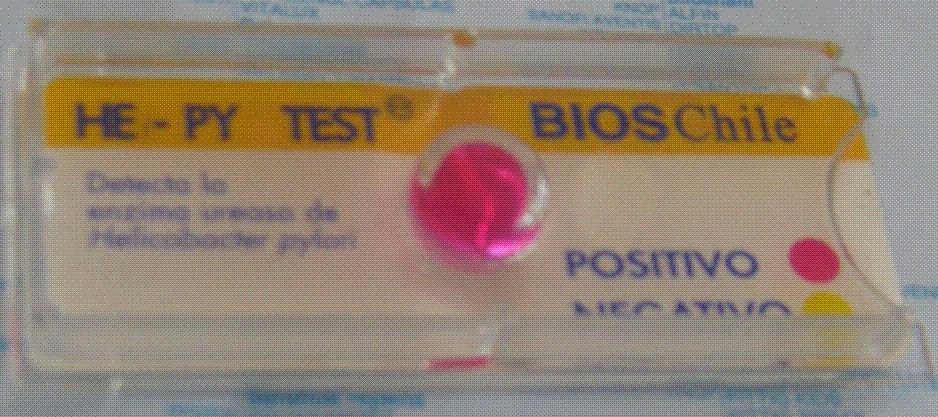
prueba de ureasa

Estudia si el microorganismo posee el enzima ureasa que cataliza la hidrólisis de la urea.

### Reducción nitratos
Estudia la capacidad de los microorganismos para reducir los nitratos por la presencia de un conjunto de enzima denominado nitrato reductasa

### β - D - Galactosidasa
Estudia la capacidad de producir β - D - galactosidasa, enzima necesario para metabolizar la lactosa.

### Descarboxilasas
Estudia si el microorganismo produce los enzimas que descarboxilan los aminoácidos presentes en el medio.

## Otras

### Hidrólisis gelatina
Estudia la capacidad proteolítica (la capacidad de egradación de proteínas) del microorganismo por degradación de la gelatina.

### Óxido - Fermentativa o de Hugh-Leifson
Estudia si el microorganismo es capaz de metabolizar un hidrato de carbono por vía oxidativa o por vía fermentativa.

## Índice Analítico de Perfil

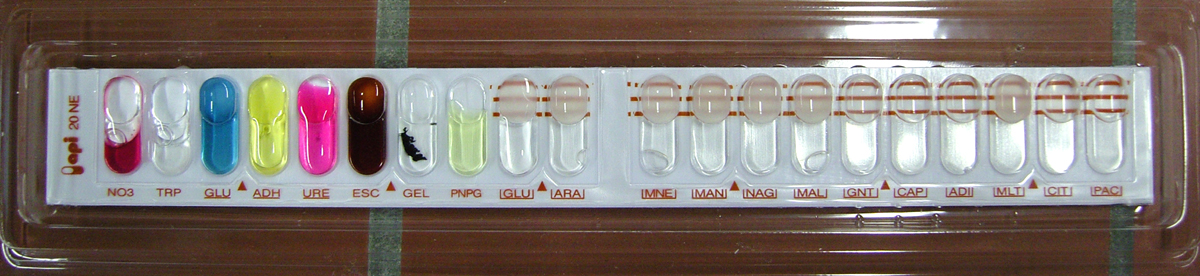
API 20NE Sistema de detección a las 24 horas de incubación.

El Índice Analítico de Perfil (Analytical Profile Index o API) es un conjunto de pruebas bioquímicas que se concentran en muy poco espacio mediante el uso de pocillos con el reactivo correspondiente ya preparado para ser usado.
Se llenan los pocillos siguiendo las instrucciones del fabricante con la muestra problema. Se sellan los pocillos que sean obligatorios. Se incuba la estufa a unos 37 °C normalmente. Posteriormente se comprueba los resultados pasado el tiempo indicado en la tira.
Los resultados se apuntan por cada prueba bioquímica en el casillero correspondiente, de manera que al final dará un número de varias cifras. Con este número se puede buscar en el libro de referencia de las tiras API, el tipo de bacteria que se tiene en la muestra.
Son muy útiles, capaces de identificar en poco tiempo la bacteria problema (actualmente unas 600 especies).
Hay varios modelos dependiendo del uso. Por ejemplo, si la muestra es un coprocultivo se debería usar una tira de enterobacterias.